# Anderson Silva
Anderson da Silva (ur. 14 kwietnia 1975 w São Paulo) – brazylijski zawodnik mieszanych sztuk walki, mistrz Shooto (2001), Cage Rage (2004–2008) i UFC (2006–2013) w wadze średniej. Portale Sherdog.com i Yahoo.com w swoich rankingach najlepszych zawodników MMA bez podziału na kategorie wagowe klasyfikowały go przez wiele lat na pierwszym miejscu.

## Kariera MMA

### Wczesna kariera
Zawodowy debiut zanotował w Brazylii w 1997 roku. Regularne starty rozpoczął jednak dopiero w 2000 roku, walcząc dla organizacji Mecca. Pierwszą w niej walkę przegrał z Luizem Azeredo przez decyzję sędziowską, po czym wygrał dziewięć kolejnych starć z rzędu (w tym sześć przed czasem). Jedną z najważniejszych walk we wczesnym okresie kariery Silvy był pojedynek z ówczesnym mistrzem Shooto, Hayato Sakurai. Anderson wypunktował Japończyka, wygrywając przez jednogłośną decyzję, zostając nowym mistrzem Shooto wagi średniej (do 76 kg), a zarazem pierwszym zawodnikiem, który pokonał Sakuraia. Wcześniej Japończyk był niezwyciężony w 20 kolejnych walkach.

### Pride FC i Cage Rage
W 2002 roku rozpoczął karierę w PRIDE FC. W swoich dwóch pierwszych starciach pokonał kolejno Alexa Stieblinga i Alexandra Otsukę. Na gali Pride 25 zmierzył się z ówczesnym mistrzem UFC w wadze półśredniej, Carlosem Newtonem. W trakcie walki, próbując dokonać obalenia, Newton nadział się na skuteczną kontrę Silvy w postaci uderzenia kolanem z wyskoku. Pająk dokończył walkę uderzeniami w parterze, pokonując Kanadyjczyka przez TKO.
Kolejne starcie Silvy w PRIDE odbyło się na gali oznaczonej numerem 26. Jego przeciwnikiem był Daiju Takase, którego bilans wynosił wówczas 4-7. Japończyk zaskoczył wszystkich, poddając Silvę za pomocą duszenia trójkątnego.
Po porażce z Takase, Silva w 2004 roku pokonał Jeremy'ego Horna przez jednogłośną decyzję. Trzy miesiące później zadebiutował w brytyjskiej organizacji Cage Rage. Na gali Cage Rage 8 wygrał, także przez jednogłośną decyzję, z Lee Murrayem. Stawką tej walki było mistrzostwo Cage Rage w wadze średniej (do 84 kg).
31 grudnia Silva powrócił do PRIDE, by stoczyć noworoczny pojedynek z Ryō Chōnanem. Mimo całkowitej dominacji, Brazylijczyk nie potrafił zakończyć walki przed czasem. W końcu w trzeciej rundzie walki Chōnan wykonał skuteczną technikę zwaną scissor heel hook (rodzaj dźwigni na stopę), zmuszając Silvę do poddania. Była to ostatnia walka Silvy w PRIDE FC. Od 2005 roku swoją karierę kontynuował w brytyjskiej organizacji Cage Rage, gdzie pokonał kolejno Jorge Riverę przez TKO oraz Curtisa Stouta przez KO.
W 2006 roku wziął udział w turnieju hawajskiej organizacji Rumble on the Rock. Był jego zdecydowanym faworytem, ale ostatecznie przegrał już w pierwszym starciu z Yūshin Okamim. Brazylijczyk podczas walki w parterze złamał regulamin organizacji, kopiąc Okamiego w twarz, za co został zdyskwalifikowany.
Ostatnią walką Silvy w organizacji Cage Rage było starcie z Tonym Fryklundem na Cage Rage 16. Brazylijczyk efektownie wygrał, nokautując rywala w pierwszej rundzie uderzeniem łokciem.

### Ultimate Fighting Championship
W połowie 2006 roku Brazylijczyk podpisał kontrakt z amerykańskim Ultimate Fighting Championship. Zadebiutował walką z Chrisem Lebenem na gali Ultimage Fight Night 5. Silva zdominował to trwające zaledwie 49 sekund starcie, ostatecznie nokautując rywala kopnięciem kolanem. Tym samym przerwał jego serię sześciu kolejnych zwycięstw.
Dzięki temu zwycięstwu Silva otrzymał szansę zmierzenia się z niepokonanym od ośmiu walk mistrzem wagi średniej UFC, Richem Franklinem. Walka odbyła się na gali UFC 64: Unstoppable 14 października 2006 roku. Silva pokonał Franklina w ciągu niespełna trzech minut przez TKO, stając się tym samym nowym mistrzem wagi średniej.
Pierwszą okazją do obrony mistrzowskiego pasa dla Andersona Silvy miało być starcie ze zwycięzcą czwartego sezonu The Ultimate Fighter, Travisem Lutterem. Amerykanin nie zdążył jednak zbić wagi, w związku z czym stawką walki nie był pas mistrzowski. Silva wygrał przez poddanie na początku drugiej rundy. W drugiej obronie tytułu Pająk pokonał Nate'a Marquardta na dziesięć sekund przed końcem pierwszej rundy przez TKO (seria ciosów).
W październiku 2007 roku doszło do walki rewanżowej z Franklinem. Po raz kolejny lepszy okazał się Anderson Silva. Brazylijczyk wygrał przez TKO w pierwszej minucie i siódmej sekundzie drugiej rundy. Silva obronił nie tylko pas, ale dostał także nagrodę za najlepszy nokaut wieczoru. Po kolejnej udanej obronie tytułu, tym razem w walce z Danem Hendersonem, w związku z brakiem kandydatów do walki o tytuł, Silva postanowił tymczasowo przenieść się do wagi półciężkiej. W swoim debiutanckim starciu w tej dywizji w 61 sekund znokautował Jamesa Irvina. Kolejne dwie walki stoczył w wadze średniej. W pierwszym z nich pokonał Patricka Côté, a w drugim swojego rodaka Thalesa Leitesa, po raz kolejny skutecznie broniąc tytułu.
8 sierpnia 2009 roku na gali UFC 101 Silva walczył z Forrestem Griffinem – ponownie w ramach wagi półciężkiej. Silva zdeklasował rywala, trzy razy posyłając go na deski i w końcu nokautując go prawym prostym w trzeciej minucie i dwudziestej trzeciej sekundzie pierwszej rundy. 10 kwietnia 2010 roku (UFC 112) po raz szósty z rzędu obronił pas mistrza wagi średniej (rekord UFC), tym razem pokonując przez decyzję rodaka, Demiana Maię.
14 kwietnia 2010 roku, w dzień 35 urodzin Andersona Silvy, prezydent UFC Dana White ogłosił, że w swojej siódmej z kolei obronie mistrzostwa w wadze średniej Brazylijczyk zmierzy się z Amerykaninem Chaelem Sonnenem. Walka zakontraktowana została na galę UFC 117 (7 sierpnia 2010) w Oakland. W pierwszej rundzie Sonnen sprowadził Silvę do parteru, gdzie zdominował Brazylijczyka, wiele razy trafiając go uderzeniami pięściami. Trzy kolejne rundy wyglądały podobnie: Sonnen dążył do walki w parterze, w którym dominował, co dało mu zdecydowaną przewagę punktową. W ostatniej – piątej – rundzie Silva pośliznął się przy próbie wykonania uniku przed lewym sierpowym Sonnena i walka ponownie przeniosła się do parteru. Tam, na niecałe dwie minuty przed końcem starcia, Silvie udało założyć Amerykaninowi duszenie trójkątne, zmuszając go do poddania się.
W tym pojedynku Silva otrzymał więcej uderzeń, niż w swoich wszystkich poprzednich walkach w całej karierze. Według strony CompuStrike do czasu starcia z Sonnenem Brazylijczyk otrzymał 208 ciosów, natomiast Amerykanin trafił go 289 razy. Po walce pojawiły się doniesienia o kontuzji żeber Brazylijczyka, mimo której postanowił podjąć walkę. Wykluczyła go ona z aktywnego uprawiania sportu do 2011 roku. W kilka tygodni po walce California State Athlethic Comission ogłosiła, że Sonnen nie przeszedł pomyślnie testów antydopingowych. W jego organizmie wykryto bliżej nieokreśloną substancję wspomagającą.
W lutym 2011 roku w ósmej z rzędu udanej obronie tytułu znokautował byłego mistrza UFC w wadze półciężkiej, swego rodaka Vitora Belforta. W sierpniu 2011 roku na gali UFC 134, w walce rewanżowej z Japończykiem Yūshinem Okami (pierwszą walkę Silva przegrał przez dyskwalifikację w 2006 roku), po raz dziewiąty obronił tytuł mistrza wagi średniej UFC przez TKO w drugiej rundzie. 7 lipca 2012 roku na UFC 148 doszło do rewanżowego pojedynku z Amerykaninem Chaelem Sonnenem. Już na początku 1. rundy Sonnen sprowadził do parteru Silvę i sukcesywnie obijał krótkimi ciosami mistrza. Sytuacja odmieniła się w 2. rundzie gdy po jednej z akcji Amerykanina Silva uniknął ciosu obrotowym łokciem przez który Sonnen stracił równowagę i wylądował w parterze. Silva będąc w doskonałej pozycji ryzykownie zadał Amerykaninowi cios kolanem w korpus i skończył pojedynek gradem ciosów w parterze. Niedługo potem Silva zmierzył się z Stephanem Bonnarem w walce wieczoru na gali UFC 153, gdzie w podobny sposób znokautował swojego rywala. Stawką walki nie był pas mistrzowski Brazylijczyka, gdyż walka odbyła się w limicie wagowym do 93 kilogramów.
Szóstego lipca 2013 roku Silva bronił po raz kolejny pasa UFC w wadze średniej do 84 kilogramów. Mimo że był faworytem tej walki uległ Chrisowi Weidmanowi, tracąc tym samym swój rekordowy tytuł. "Spider" przegrał w drugiej rundzie przez nokaut. Przez wielu specjalistów został skrytykowany za styl oraz prowokacje podczas walki. Silva pierwotnie zapowiedział, że nie będzie miał już zamiaru odzyskiwać pasa, ale UFC postanowiło ponownie zestawić ze sobą zawodników.
Do rewanżu z Amerykaninem doszło 28 grudnia 2013 roku podczas UFC 168. Anderson Silva niefortunnie złamał kość piszczelową u nogi, przez co w drugiej rundzie zwyciężył Weidman. "Spider" na kilka godzin po walce przeszedł operację, która zakończyła się sukcesem. 31 stycznia 2015 powrócił do klatki po ciężkiej kontuzji przeciwko byłemu mistrzowi Strikeforce Nickowi Diazowi. Silva pewnie wygrał pojedynek na punkty lecz po walce okazało się, iż był na dopingu – w jego próbce wykryto steryd anaboliczny drostanolon oraz androsteron. Również u Diaza test antydopingowy dał wynik pozytywny na niedozwolone substancję – w jego przypadku było to THC wskazujące na zażycie marihuany. Z tego powodu Komisja Sportowa Stanu Nevada (Nevada Athletic Commission) podjęła decyzję o zmianie wyniku walki ze zwycięstwa Silvy na no-contest (nierozstrzygnięty).

## Kariera bokserska
Anderson Silva stoczył dwie profesjonalne walki bokserskie. 22 maja 1998 roku przegrał przez TKO w drugiej rundzie z Osmarem Luizem Teixeirą. Po siedmioletniej przerwie Silva powrócił na ring i w 2005 roku stoczył pojedynek z debiutującym w profesjonalnym boksie Julio Cesarem de Jesusem. Silva wygrał przez KO w drugiej rundzie.

## Lista walk MMA
| Wynik      | Bilans    | Przeciwnik (bilans przed walką) | Rozstrzygnięcie                                    | Runda | Czas  | Rozgrywki                           | Data       | Miejsce              | Uwagi |
| ---------- | --------- | ------------------------------- | -------------------------------------------------- | ----- | ----- | ----------------------------------- | ---------- | -------------------- | --- |
| Przegrana  | 34-11 (1) | Uriah Hall (15-9)               | TKO (ciosy pięściami)                              | 4     | 1:24  | UFC Fight Night: Hall vs. Silva     | 31.10.2020 | Las Vegas            | Ostatnia walka w karierze. Main Event                                                                    |
| Przegrana  | 34-10 (1) | Jared Cannonier (11-4)          | TKO (kontuzja kolana)                              | 1     | 4:47  | UFC 237                             | 11.04.2019 | Rio de Janeiro       | |
| Przegrana  | 34-9 (1)  | Israel Adesanya (15-0)          | Decyzja (jednogłośna)                              | 3     | 5:00  | UFC 234                             | 10.02.2019 | Melbourne            | Bonus za walkę wieczoru                                                                                  |
| Wygrana    | 34-8 (1)  | Derek Brunson (16-4)            | Decyzja (jednogłośna)                              | 3     | 5:00  | UFC 208                             | 11.02.2017 | Brooklyn             | |
| Przegrana  | 33-8 (1)  | Daniel Cormier (17-1)           | Decyzja (jednogłośna)                              | 3     | 5:00  | UFC 200                             | 9.07.2016  | Las Vegas            | Walka w wadze półciężkiej                                                                                |
| Przegrana  | 33-7 (1)  | Michael Bisping (27-7)          | Decyzja (jednogłośna)                              | 5     | 5:00  | UFC Fight Night: Silva vs. Bisping  | 27.02.2016 | Londyn               | Bonus za walkę wieczoru                                                                                  |
| No-contest | 33-6 (1)  | Nick Diaz (26-9)                | No-contest (zmiana werdyktu)                       | 5     | 5:00  | UFC 183                             | 31.01.2015 | Las Vegas            | Testy antydopingowe u Silvy i Diaza dały wyniki pozytywne.                                               |
| Przegrana  | 33-6      | Chris Weidman (10-0)            | TKO (przerwanie walki przez lekarza)               | 2     | 1:16  | UFC 168                             | 28.12.2013 | Las Vegas            | Walka o pas UFC w wadze średniej.                                                                        |
| Przegrana  | 33-5      | Chris Weidman (9-0)             | KO (ciosy pięściami)                               | 2     | 1:18  | UFC 162                             | 06.07.2013 | Las Vegas            | Stracił mistrzostwo UFC w wadze średniej.                                                                |
| Wygrana    | 33-4      | Stephan Bonnar (15-7)           | TKO (uderzenie kolanem w korpus i ciosy pięściami) | 1     | 4:40  | UFC 153                             | 13.10.2012 | Rio de Janeiro       | Walka w wadze półciężkiej.                                                                               |
| Wygrana    | 32-4      | Chael Sonnen (27-11-1)          | TKO (uderzenie kolanem w korpus i ciosy pięściami) | 2     | 1:55  | UFC 148                             | 07.07.2012 | Oakland              | Obronił mistrzostwo UFC w wadze średniej.                                                                |
| Wygrana    | 31-4      | Yūshin Okami (27-5)             | TKO (ciosy pięściami)                              | 2     | 2:04  | UFC 134                             | 27.08.2011 | Rio de Janeiro       | Obronił mistrzostwo UFC w wadze średniej                                                                 |
| Wygrana    | 30-4      | Vitor Belfort (19-8)            | KO (kopnięcie frontalne i ciosy pięściami)         | 1     | 3:25  | UFC 126                             | 05.02.2011 | Las Vegas            | Obronił mistrzostwo UFC w wadze średniej                                                                 |
| Wygrana    | 29-4      | Chael Sonnen (25-10-1)          | Poddanie (duszenie trójkątne)                      | 5     | 3:10  | UFC 117                             | 07.08.2010 | Oakland              | Obronił mistrzostwo UFC w wadze średniej. Po walce w organizmie Sonnena wykryto niedozwolone substancje. |
| Wygrana    | 28-4      | Demian Maia (12-1)              | Decyzja (jednogłośna)                              | 5     | 5:00  | UFC 112                             | 10.04.2010 | Abu Zabi             | Obronił mistrzostwo UFC w wadze średniej.                                                                |
| Wygrana    | 27-4      | Forrest Griffin (16-5)          | KO (cios pięścią)                                  | 1     | 3:23  | UFC 101                             | 08.08.2009 | Filadelfia           | Walka w wadze półciężkiej                                                                                |
| Wygrana    | 26-4      | Thales Leites (14-1)            | Decyzja                                            | 5     | 5:00  | UFC 97                              | 19.04.2009 | Montreal             | Obronił mistrzostwo UFC w wadze średniej.                                                                |
| Wygrana    | 25-4      | Patrick Côté (13-4)             | TKO (kontuzja kolana)                              | 3     | 0:39  | UFC 90                              | 25.10.2008 | Rosemont             | Obronił mistrzostwo UFC w wadze średniej.                                                                |
| Wygrana    | 24-4      | James Irvin (14-4)              | KO (ciosy pięściami)                               | 1     | 1:01  | UFC Fight Night: Silva vs. Irvin    | 19.07.2008 | Las Vegas            | Walka w wadze półciężkiej. Po walce w organizmie Irvina wykryto niedozwolone substancje.                 |
| Wygrana    | 23-4      | Dan Henderson (22-6)            | Poddanie (duszenie zza pleców)                     | 2     | 4:50  | UFC 82                              | 01.03.2008 | Columbus             | Obronił mistrzostwo UFC w wadze średniej.                                                                |
| Wygrana    | 22-4      | Rich Franklin (24-2)            | TKO (ciosy kolanami)                               | 2     | 1:07  | UFC 77                              | 20.10.2007 | Las Vegas            | Obronił mistrzostwo UFC w wadze średniej.                                                                |
| Wygrana    | 21-4      | Nate Marquardt (25-6-2)         | TKO (ciosy pięściami)                              | 1     | 4:50  | UFC 73                              | 07.07.2007 | Sacramento           | Obronił mistrzostwo UFC w wadze średniej.                                                                |
| Wygrana    | 20-4      | Travis Lutter (9-3)             | Poddanie (duszenie trójkątne i ciosy łokciami)     | 2     | 2:11  | UFC 67                              | 03.02.2007 | Las Vegas            | Stawką walki nie był tytuł, ponieważ Lutter nie zdołał osiągnąć wymaganej wagi.                          |
| Wygrana    | 19-4      | Rich Franklin (22-1)            | TKO (cios kolanem)                                 | 1     | 2:59  | UFC 64                              | 14.10.2006 | Las Vegas            | Zdobył mistrzostwo UFC w wadze średniej.                                                                 |
| Wygrana    | 18-4      | Chris Leben (15-2)              | KO (cios kolanem)                                  | 1     | 0:49  | UFC Fight Night 5                   | 28.06.2006 | Las Vegas            | |
| Wygrana    | 17-4      | Tony Fryklund (11-5)            | KO (cios łokciem)                                  | 1     | 2:02  | Cage Rage 16: Critical Condition    | 22.04.2006 | Londyn               | Obronił mistrzostwo Cage Rage w wadze średniej.                                                          |
| Przegrana  | 16-4      | Yūshin Okami (14-2)             | Dyskwalifikacja (niedozwolone kopnięcie)           | 1     | 2:33  | Rumble on the Rock 8                | 20.01.2006 | Honolulu             | Pierwsza runda turnieju ROTR WW.                                                                         |
| Wygrana    | 16-3      | Curtis Stout (10-6-1)           | KO (ciosy pięściami)                               | 1     | 4:59  | Cage Rage 14: Punishment            | 03.12.2005 | Londyn               | Obronił mistrzostwo Cage Rage w wadze średniej.                                                          |
| Wygrana    | 15-3      | Jorge Rivera (10-3)             | TKO (ciosy kolanami i pięściami)                   | 2     | 3:53  | Cage Rage 11: Face Off              | 30.04.2005 | Londyn               | Obronił mistrzostwo Cage Rage w wadze średniej.                                                          |
| Przegrana  | 14-3      | Ryō Chōnan (7-4)                | Poddanie (dźwignia na stopę)                       | 3     | 3:08  | Pride Shockwave 2004                | 31.12.2004 | Saitama              | |
| Wygrana    | 14-2      | Lee Murray (8-1-1)              | Decyzja                                            | 5     | 5:00  | Cage Rage 8: Knights of the Octagon | 11.09.2004 | Londyn               | Zdobył mistrzostwo Cage Rage w wadze średniej.                                                           |
| Wygrana    | 13-2      | Jeremy Horn (70-12-5)           | Decyzja                                            | 3     | 5:00  | Gladiator FC: Day 2                 | 27.06.2004 | Seul                 | |
| Wygrana    | 12-2      | Waldir Dos Anjos (2-9)          | TKO (poddanie przez narożnik)                      | 1     | 5:00  | Conquista Fight 1                   | 20.12.2003 | Vitória da Conquista | |
| Przegrana  | 11-2      | Daiju Takase (4-7-1)            | Poddanie (duszenie trójkątne)                      | 1     | 8:33  | Pride 26: Bad to the Bone           | 08.06.2003 | Jokohama             | |
| Wygrana    | 11-1      | Carlos Newton (12-6)            | KO (uderzenie kolanem z wyskoku i ciosy pięściami) | 1     | 6:27  | Pride 25: Body Blow                 | 16.03.2003 | Jokohama             | |
| Wygrana    | 10-1      | Alexander Otsuka (4-10)         | Decyzja                                            | 3     | 5:00  | Pride 22: Beasts From The East 2    | 29.09.2002 | Nagoja               | |
| Wygrana    | 9-1       | Alex Stiebling (12-1-1)         | TKO (walka zatrzymana przez lekarza)               | 1     | 1:23  | Pride 21: Demolition                | 23.06.2002 | Saitama              | |
| Wygrana    | 8-1       | Roan Carneiro (0-1)             | Poddanie (ciosy pięściami)                         | 1     | 5:32  | Macca: World Vale Tudo 6            | 31.01.2002 | Kurytyba             | |
| Wygrana    | 7-1       | Hayato Sakurai (18-0-2)         | Decyzja                                            | 3     | 5:00  | Shooto: The Top 7                   | 26.08.2001 | Osaka                | Zdobył mistrzostwo Shooto w wadze średniej                                                               |
| Wygrana    | 6-1       | Israel Albuquerque (0-2)        | Poddanie (ciosy pięściami)                         | 1     | 6:17  | Macca: World Vale Tudo 6            | 09.06.2001 | Kurytyba             | |
| Wygrana    | 5-1       | Tetsuji Kato (13-2)             | Decyzja                                            | 3     | 5:00  | Shooto: The Top 2                   | 02.03.2001 | Tokio                | |
| Wygrana    | 4-1       | Claudionor Fontinelle (5-4-1)   | TKO (ciosy pięściami)                              | 1     | 4:35  | Mecca: World Vale Tudo 4            | 16.12.2000 | Kurytyba             | |
| Wygrana    | 3-1       | Jose Barreto (0-0)              | TKO (ciosy pięściami)                              | 1     | 1:06  | Mecca: World Vale Tudo 2            | 12.08.2000 | Kurytyba             | |
| Przegrana  | 2-1       | Luiz Azeredo (1-1)              | Decyzja                                            | 2     | 10:00 | Mecca: World Vale Tudo 1            | 27.05.2000 | Kurytyba             | |
| Wygrana    | 2-0       | Fabricio Camoes (0-0)           | TKO (niezdolność do walki)                         | 1     | 25:14 | Brazilian Freestyle Circuit 1       | 25.06.1997 | Campo Grande         | |
| Wygrana    | 1-0       | Raimundo Pinheiro (1-1)         | Poddanie (duszenie zza pleców)                     | 1     | 1:53  | Brazilian Freestyle Circuit 1       | 25.06.1997 | Campo Grande         | Debiut w MMA                                                                                             |

## Filmografia (wybór)
- 2009: Never Surrender jako Spider